# Direttiva 97/7/CE
In diritto, la direttiva 97/7/CE del Parlamento europeo, del 20 maggio 1997, è una norma riguardante la protezione dei consumatori in materia di contratti a distanza, attuata in Italia con il decreto legislativo 22 maggio 1999, n.185.
Si tratta di un testo da molti osservatori ritenuto assai importante poiché introduce organicamente una definizione dei diritti dei consumatori nei rapporti e nei confronti dei soggetti economici operanti nella vendita a distanza; originariamente vocata ad armonizzare la regolamentazione fra i paesi membri dell'Unione europea nell'ipotesi di uno sviluppo del mercato internazionale nell'ambito comunitario, apporta in realtà significative innovazioni nei singoli ordinamenti, alcune delle quali palesemente orientate dalla introduzione di nuove tecnologie commerciali, fra le quali quello che si esercita attraverso Internet (e-commerce). Altri elementi della ratio riguardano la protezione dei consumatori contro richieste di pagamento di merci non ordinate e contro i metodi aggressivi di vendita (anche con riguardo alla privacy).
La direttiva, oltre a rendere una precisa definizione di alcune figure come il consumatore e la vendita a distanza, introduce l'obbligo di informativa al consumatore scritta (o "su supporto duraturo"), con la quale siano chiaramente esplicitate le condizioni cui, con la sottoscrizione del contratto, il consumatore espressamente si obbliga, oltre che i diritti che il venditore sia tenuto a garantirgli. Fra questi diritti, sicuramente di rilievo è il diritto di recesso (nella direttiva previsto entro sette giorni dalla sottoscrizione del contratto).
La direttiva ribadisce inoltre l'opportunità che sull'uso delle lingue in materia di contratti a distanza, siano i singoli paesi membri a legiferare, sebbene solleciti una politica di generale uniformazione anche in ordine alla qualificazione giuridica delle vendite a distanza ed alle previsioni circa la pubblicità ingannevole. Riconoscendo la difficoltà tecnica del consumatore, la direttiva indica la necessità di porre l'onere della prova a carico del venditore.